# Johann Forster
Johann Forster (1496-1558) (* Augsburgo, 10 de julho de 1496 † Wittenberg, 7 de dezembro de 1558), foi teólogo luterano e linguista alemão. Era amigo íntimo de Lutero, Melanchton e Reuchlin (1455-1522), e ardoroso defensor das doutrinas de reforma.

## Biografia
Depois de frequentar a escola primária em sua cidade natal, se matriculou em 24 de setembro de 1515 na Universidade de Ingolstadt. Em1517 consegue o diploma acadêmico de bacharel e em janeiro de 1520 o Mestrado em Artes Liberais. Estudou também na Universidade da Baviera tendo como professor Johannes Reuchlin onde conseguiu amplo conhecimento do idioma hebraico.
Como Ingolstadt foi assolado por uma praga, Forster se mudou para a Universidade de Leipzig, onde se matriculou no verão de 1521, vindo aí a conhecer o famoso humanista Petrus Mosellanus (1493-1524). Em 1525 foi nomeado professor de hebraico da universidade em Zwickau. Depois de uma visita de Georgius Spalatinus (1484-1545), Anton Musa (1485-1547) e Anarg von Wildenfels (1555-1602), ele solicitou transferência por ter sido preterido para a nomeação de um novo reitor da escola.
Em abril de 1529, renunciou a Zwickau, e foi para a Universidade de Wittenberg, onde se tornou professor de Hebraico e desfrutou de grande reputação como professor desse idioma. Na primavera de 1530 foi transferido como pregador para a Igreja do Castelo. Teria sido contratado para esse cargo a pedido de Martinho Lutero, a quem ele ajudou com a tradução da Bíblia pelo Conselho de Wittenberg na qualidade de diácono da igreja da cidade. Forster foi uma das companhias diárias na casa de Lutero.
Em 1535 Forster foi enviado, a pedido do Conselho de Augsburgo, como pregador da Igreja de São João dessa cidade. Após 12 de julho de 1537 tornou-se pregador da Igreja de Santa Cruz, em Augsburgo, onde ele se envolveu em disputas com os bispos e o conselho da cidade, sendo demitido em 25 de novembro de 1538. Em dezembro desse mesmo ano, é convidado por Joachim Camerarius, o Velho (1500-1574), para assumir a presidência da Língua Hebraica da Universidade de Tübingen, onde chegou em 15 de janeiro de 1539. Em 17 de fevereiro assume como Professor de Hebraico. Em 8 de dezembro desse ano recebeu o seu diploma de doutorado. No entanto, a adesão às ideias da reforma lhe resultaram em algumas perdas pessoais.
Em 1541 se tornou reitor administrador de São Lourenço, em Nuremberg. Em 5 de outubro é enviado, a pedido do conselho da cidade de Regensburgo para introdução da reforma. Em 5 de janeiro de 1543 ele retorna para Nuremberg. Em março de 1548 tomou posse como superintendente da diocese de Merseburg, onde ficaria até 1549, quando retorna novamente para Wittenberg. Aí, ele sucedeu Caspar Cruciger, o Velho,(1504-1548) como professor de teologia e de língua hebraica da Universidade de Wittenberg. Em seus últimos anos ele se dedicou à compilação do seu multi-volumoso "Léxico Hebraico-latino", obra que completou pouco antes de morrer em 7 de dezembro de 1558.

## Obra
- Dictionarium Hebraicum novum. Basel 1557. 2. Auflage 1564.